# 阮玲玉
阮玲玉（1910年6月3日—1935年3月8日），原名阮鳳根、學名阮玉英，祖籍廣東省香山縣，生於上海，中國默片时代演員。

## 簡歷

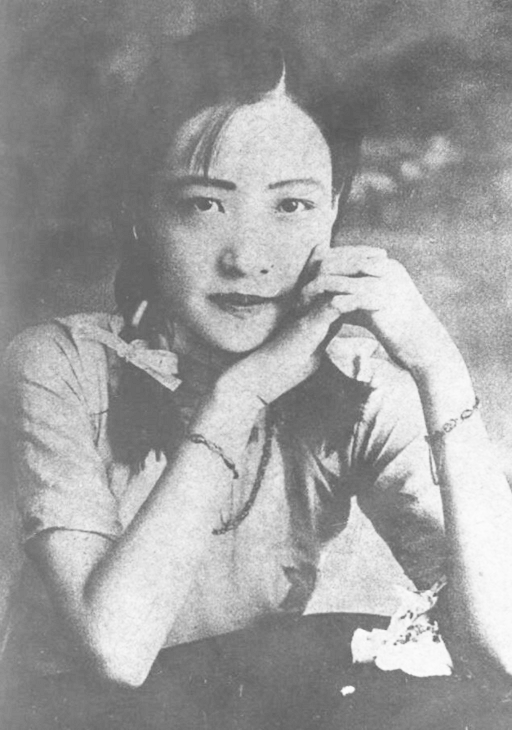
少女時期的阮玲玉

阮玲玉籍貫廣東省香山縣，清宣統二年三月十七日生于上海虹口朱家木橋祥安里，乳名鳳根。父親阮用榮為上海浦東亞細亞火油棧的機器部工人。母親何氏在张姓人家做帮佣，於二十五歲時生下阮玲玉。阮玲玉未來的丈夫张达民就是张姓人家的小孩。阮用榮在她6歲時病故，她與母親二人相依為命，在張姓人家的幫助下，阮玲玉在上海崇德女子中學就讀。
1926年1月4日，16岁的阮玲玉与张达民在北四川路鸿庆坊同居。同年，阮玲玉和张达民结婚，婚后搬入海宁路18号东德兴里。
1926年時，經张达民兄長張慧沖介紹，考入明星影片公司，开始其电影艺术生涯，主演《掛名夫妻》等5部電影。1928年轉入大中華百合影片公司，主演《情欲寶鑑》等6部電影。1930年轉入黎民偉、羅明佑創辦的聯華影業公司，主演《野草閒花》（飾演賣花女）一舉成名，奠定她在影壇的地位，一生共主演29部電影。
阮玲玉的作品風格可分為前後兩期。
- 前期（明星、大中華百合時期）多主演通俗社會片，甚至神怪片，飾演低下階層的墮落女性，如妓女一類人物；或者是在舊社會受欺壓而不反抗的弱女子。後期（聯華時期）受新興電影運動（又稱左翼電影運動）影響，表演風格有所轉變，轉捩點是在卜萬蒼導演的《三個摩登女性》中飾演對舊社會覺悟的女工周淑貞。

- 其後主演的作品如《香雪海》（飾演農村婦女、 尼姑）、《小玩意》（飾演抗日的農村手工藝人）、《神女》（飾演妓女）、《再會吧，上海》（飾演女教師）等，演活了社會各階層不同的女性形象。有人讚譽她為中国的嘉宝、褒曼。

## 逝世
1933年，阮玲玉與張達民分居。同年8月，阮玲玉带着母亲和养女小玉，搬进新闸路1124弄沁园村9号。这是她新男友唐季珊用10根金条顶下的住宅。
阮唐同居后，唐季珊的妻子张织云正式提出离婚。丈夫张达得知两人同居后，委托律师提起诉讼。官司历经数年。而张唐之争使三人之间的关系，成为当时轰动的緋聞:103。张织云曾去信告之阮玲玉，唐季珊的原配妻子在广东，他因依靠原配妻子家族发迹，所以一直不敢离婚。“而自己的今天，就是阮玲玉的明天”。
阮玲玉在拍攝《國風》后，于1935年3月8日婦女節當天半夜兩點鐘，在新闸路沁园村住宅服安眠药自杀，當時同居男友唐季珊發現阮玲玉吃了過量的安眠藥，唐擔心自己名譽受損而拒絕送入鄰近的大醫院，反將她送到偏遠的日本福民醫院，但夜間醫院沒有急診，更沒有醫生。接著又送到一家朋友鄒醫生的私人醫院，但醫院不願收留。隔日上午11時，送往中西療養院洗胃。相隔多個小時，已錯過最佳搶救時間，阮玲玉終究在下午6時38分在中西療養院宣告不治身亡。
據唐季珊稱，阮生前留下「人言可畏」、「我很對不起你，令你為我受罪」之語的兩封遗书，發表於1935年4月1日聯華影業公司出版的《聯華畫報》上。不過在2001年，沈寂證實這些遺書為假。
国内外电影界人士和广大观众均表哀痛和惋惜，各方唁电、挽联不可胜数，遗体在上海万国殡仪馆举行公祭。当天有三位阮玲玉女影迷为她自尽，留下“阮玲玉既然已去，我们也没有理由活在这世上”的遗书:205。

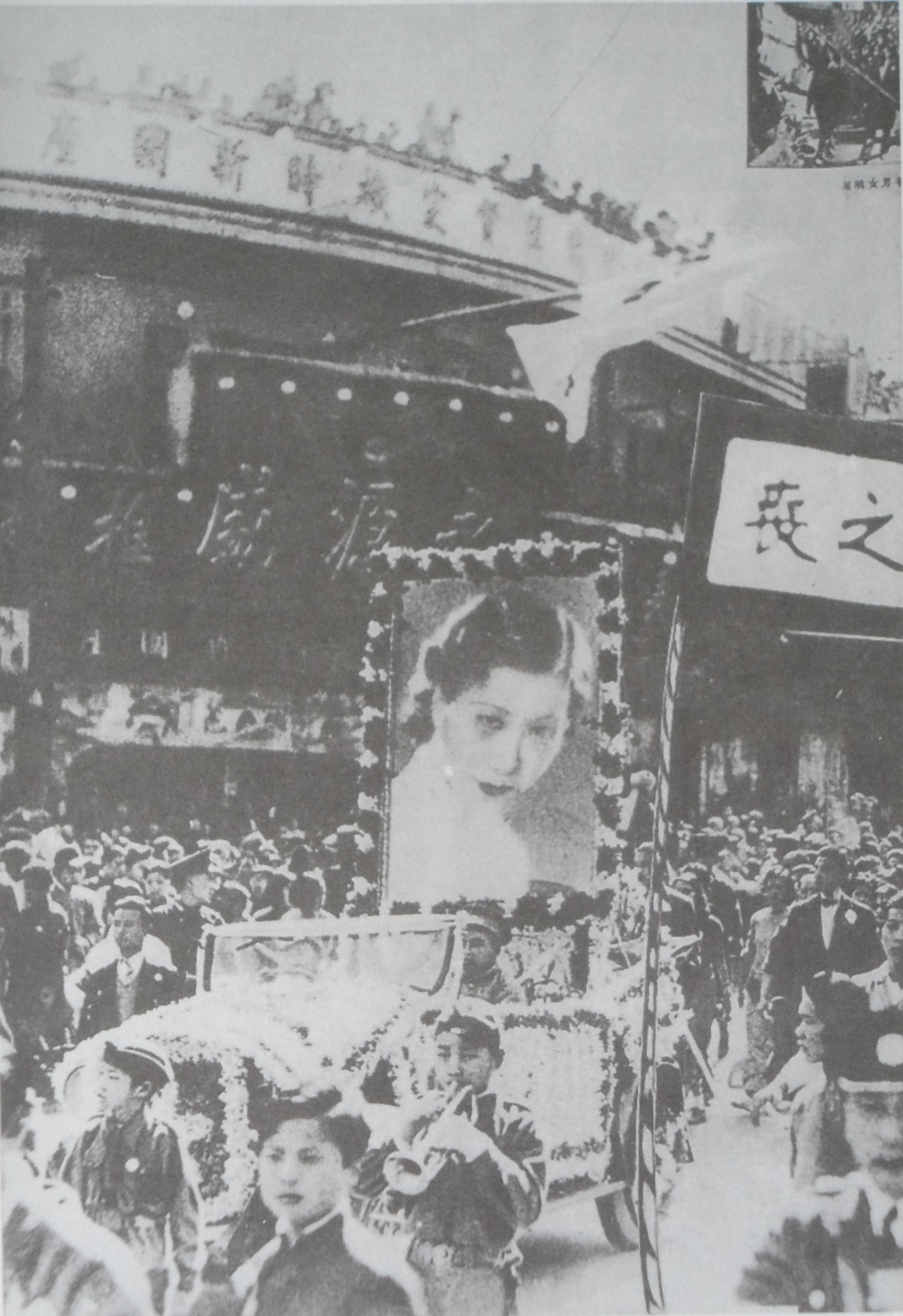
阮玲玉的葬礼

3月14日殯葬，有約30萬民眾到場吊唁，送葬隊伍長達3里。金焰、孙瑜、费穆等12位电影人扶棺。美国《纽约时报》在第二天以“近代国际上之最大葬礼”为题在头版头条报道了她的葬礼:16。葬禮相片由當時在聯華影業公司、教過阮唱歌的老師關華石負責拍攝。其墓地位於上海閘北联义山庄。
關於阮玲玉自殺的原因，外間眾說紛紜。魯迅曾寫下《論人言可畏》一文指：「她的自殺，和新聞記者有關，也是真的。」一般的說法認為阮因為陷於前夫張達民和唐季珊的名誉诬陷糾紛案件中，又被新聞界廣泛報道，心力交瘁而自殺，但真正原因是張達民無恥的行為，加上唐季珊始亂終棄，還一次又一次的毆打阮玲玉，使其心灰意冷，萌生決絕的念頭。
在阮玲玉去世後的同年4月26日《思明商學報》上，登載了一篇題為《真相大白唐季珊偽造遺書》一文。文中揭露，阮自殺當晚，確實寫了遺書，但不是唐季珊拿出來的那兩封。而發表在《聯華畫報》上的兩封遺書，是唐季珊指使女星梁賽珍的妹妹梁賽珊寫的。梁賽珊後為良心譴責，說出真情，並將原遺書交出。原遺書極短，文字不甚流暢，而且塗改多處，文中強烈表示自己看清了張達民和唐季珊的醜惡。

## 遺書

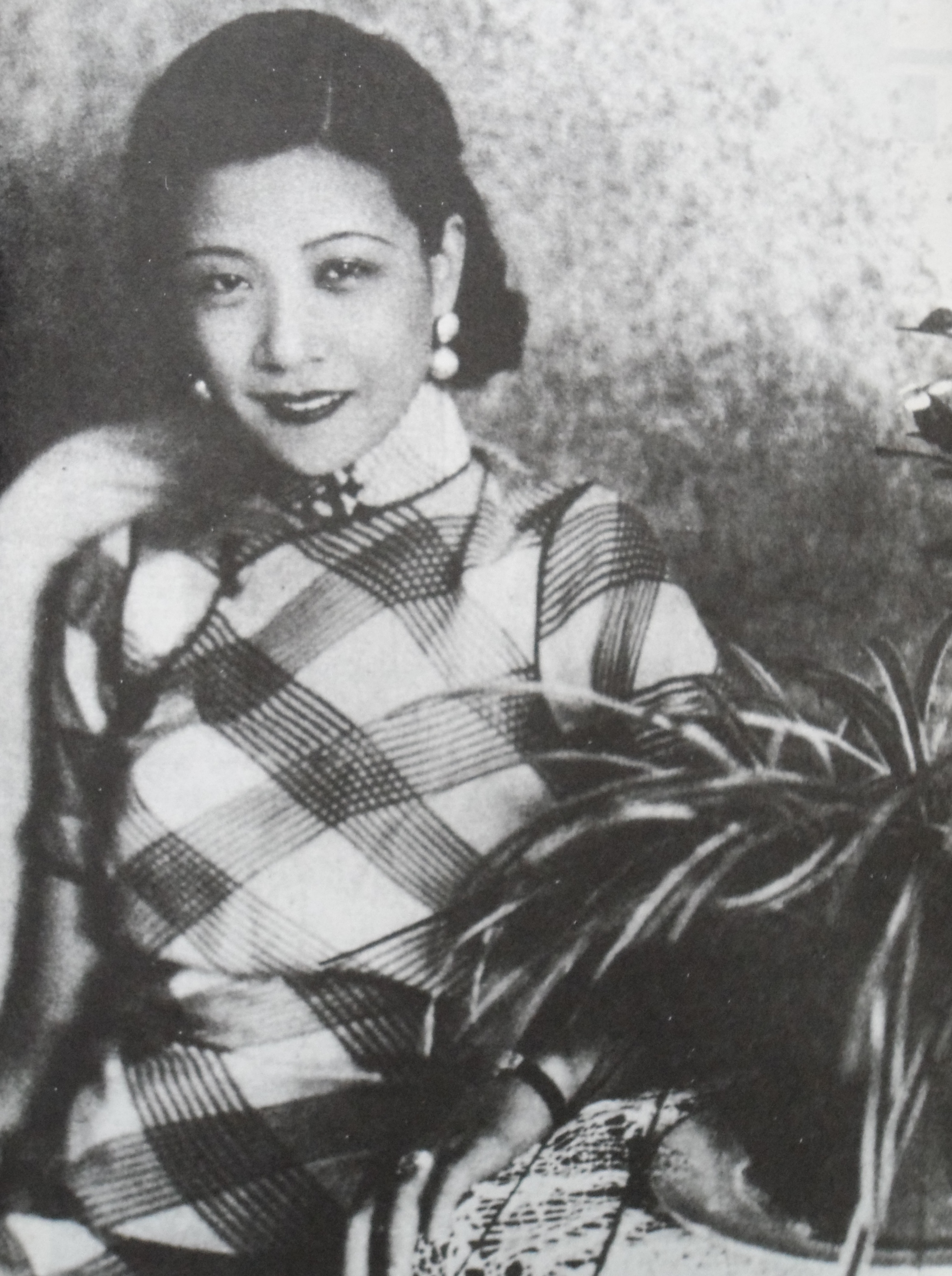
1930年代的阮玲玉

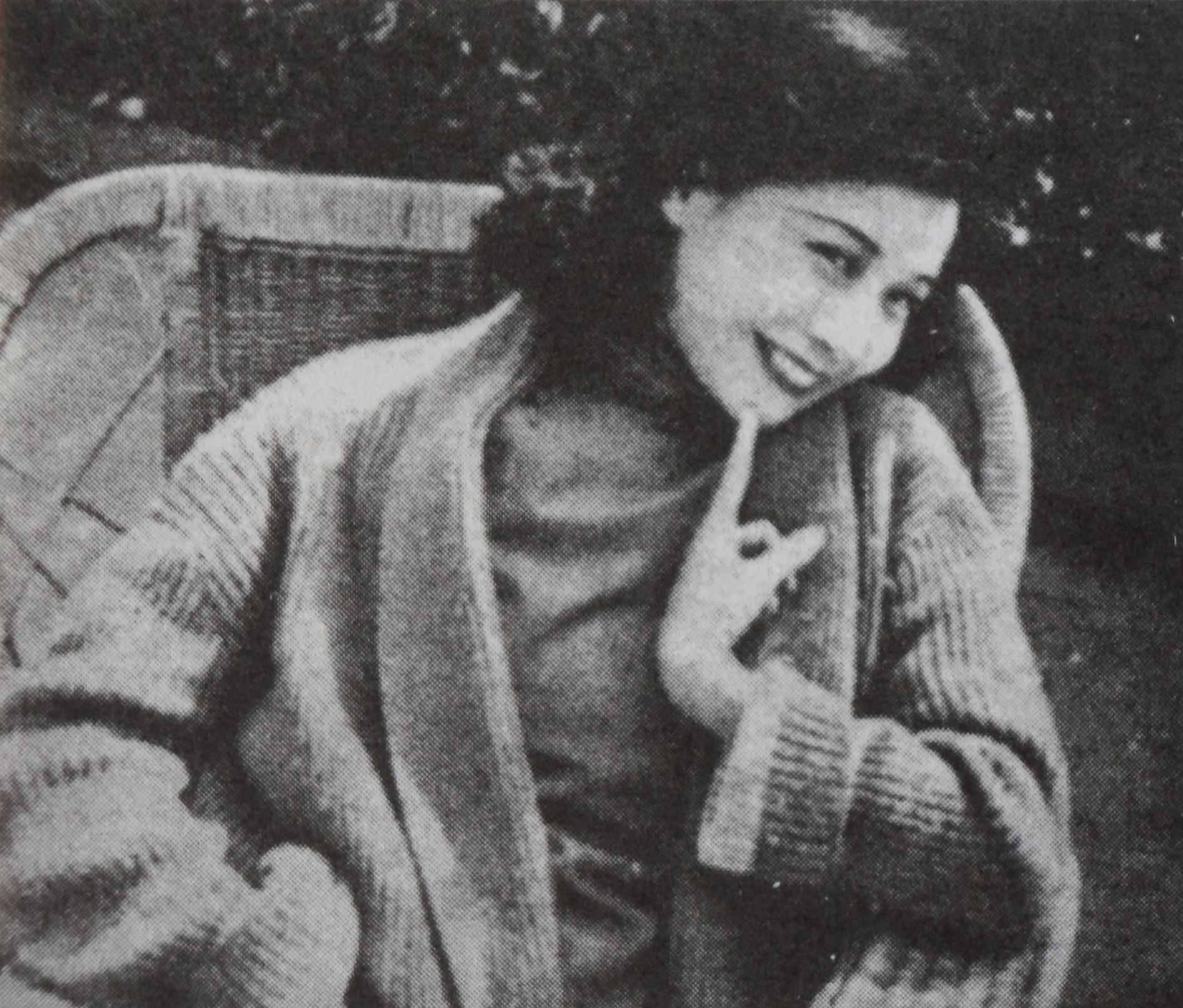
1930年代的阮玲玉

### 疑似唐季珊提供的造假遺書
|                          | 人言可畏 我一死，人們一定以為我是畏罪。其是（實）我何罪可畏，因為我對於張達民沒有一樣有對他不住的地方，別的姑且勿論，就拿我和他臨別脫離同居的時候，還每月給他一百元。 這不是空口說的話，是有憑據和收條的。可是他恩將仇報，以冤（怨）來報德，更加以外界不明，還以為我對他不住。 唉，那有什麼法子想呢！想了又想，惟有以一死了之罷。 唉，我一死何足惜，不過，還是怕人言可畏，人言可畏罷了。 |
| ——阮玲玉絕筆廿四、三月七 | |

|                                | 午夜致唐季珊 季珊：我真做夢也想不到這樣快，就會和你死別，但是不要悲哀，因為天下無不散的筵席，請代千萬節哀為要。 我很對你不住，令你為我受罪。他雖這樣百般的誣害你我，但終有水落石出的一日，天網恢恢，疏而不漏，我看他又怎樣的活著呢。 鳥之將死，其鳴也悲，人之將死，其言也善，我死而有靈，將永永遠遠保護你的。我死之後，請代拿我之餘資，來養活我母親和囡囡，如果不夠的話，請你費力罷！而且刻刻提防，免他老人家步我後塵，那是我所至望你的。 你如果真的愛我，那就請你千萬不要負我之所望才好。好了，有緣來生再會！另有公司欠我之人工，請向之收回，用來供養阿媽和囡囡，共二千零五十元，至要至要。另有一封信，如果外界知我自殺，即登報發表，如不知請即不宣為要。 |
| ——阮玲玉絕筆廿四、三月七日午夜 | |

### 《思明商學報》刊登的可能為真正的遺書 (1935年4月26日出版)
|            | 其一 達民：我已被你迫死的，哪個人肯相信呢？你不想想我和你分離後，每月又津貼你一百元嗎？ 你真無良心，人們一定以為我畏罪？其實我何罪可畏，我不過很悔悟不應該做你們兩人的爭奪品，但是太遲了！不必哭啊！我不會活了！也不用悔改，因為事情已到了這種地步。 其二 季珊：沒有你迷戀“XXX”，沒有你那晚打我，今晚又打我，我大約不會這樣做吧！我死之後，將來一定會有人說你是玩弄女性的惡魔，更加要說我是沒有靈魂的女性，但那時，我不在人世了，你自己去受吧！ 過去的織雲（唐季珊前女友），今日的我，明日是誰，我想你自己知道了就是。我死了，我並不敢恨你，希望你好好待媽媽和小囡囡（阮玲玉的養女）。 還有聯華欠我的人工二千零五十元，請作撫養她們的費用，還請你細心看顧她們，因為她們惟有你可以靠了！ 沒有我，你可以做你喜歡的事了，我很快樂。 |
| ——玲玉絕筆 | |

## 作品

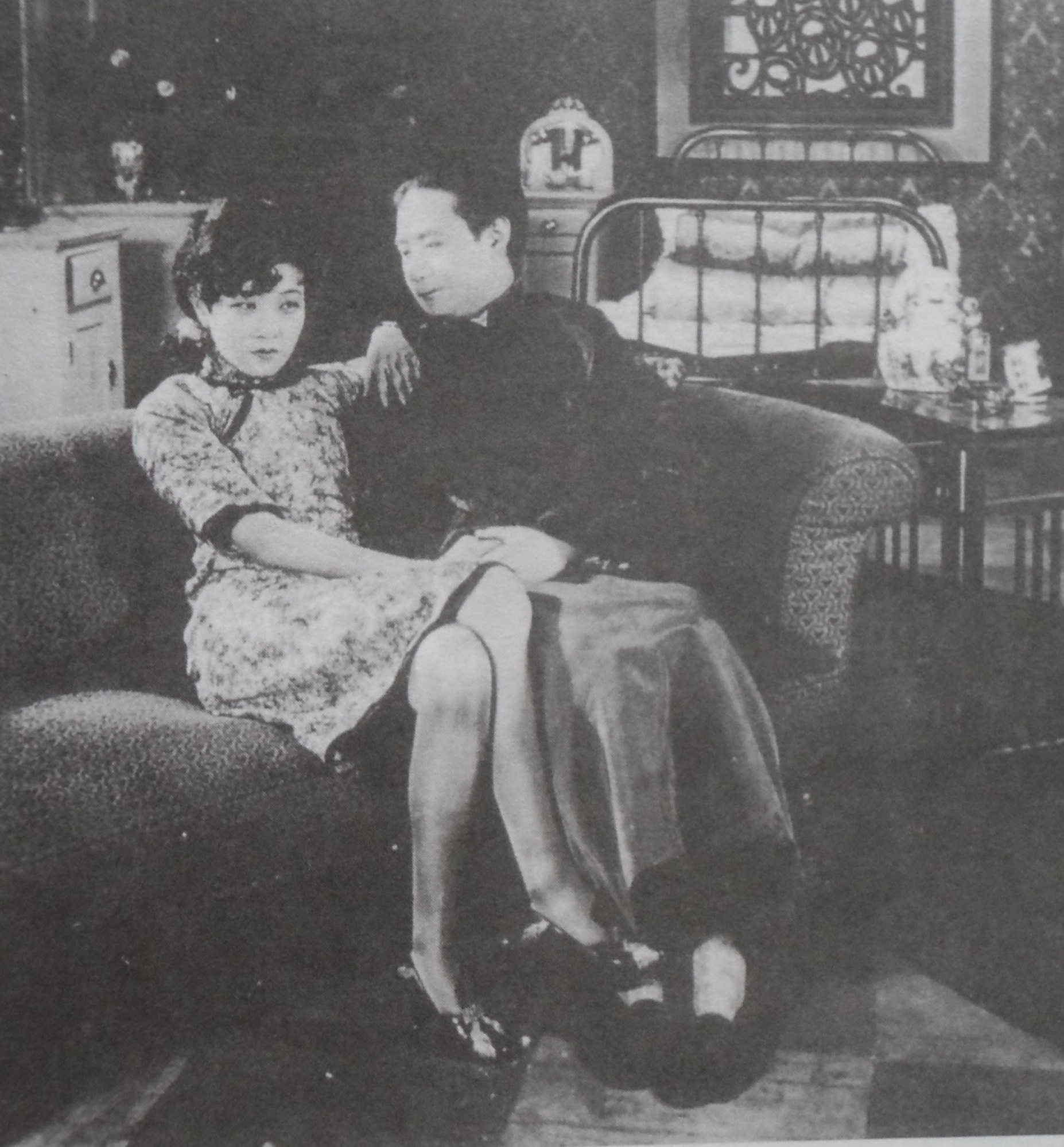
《古都春梦》剧照

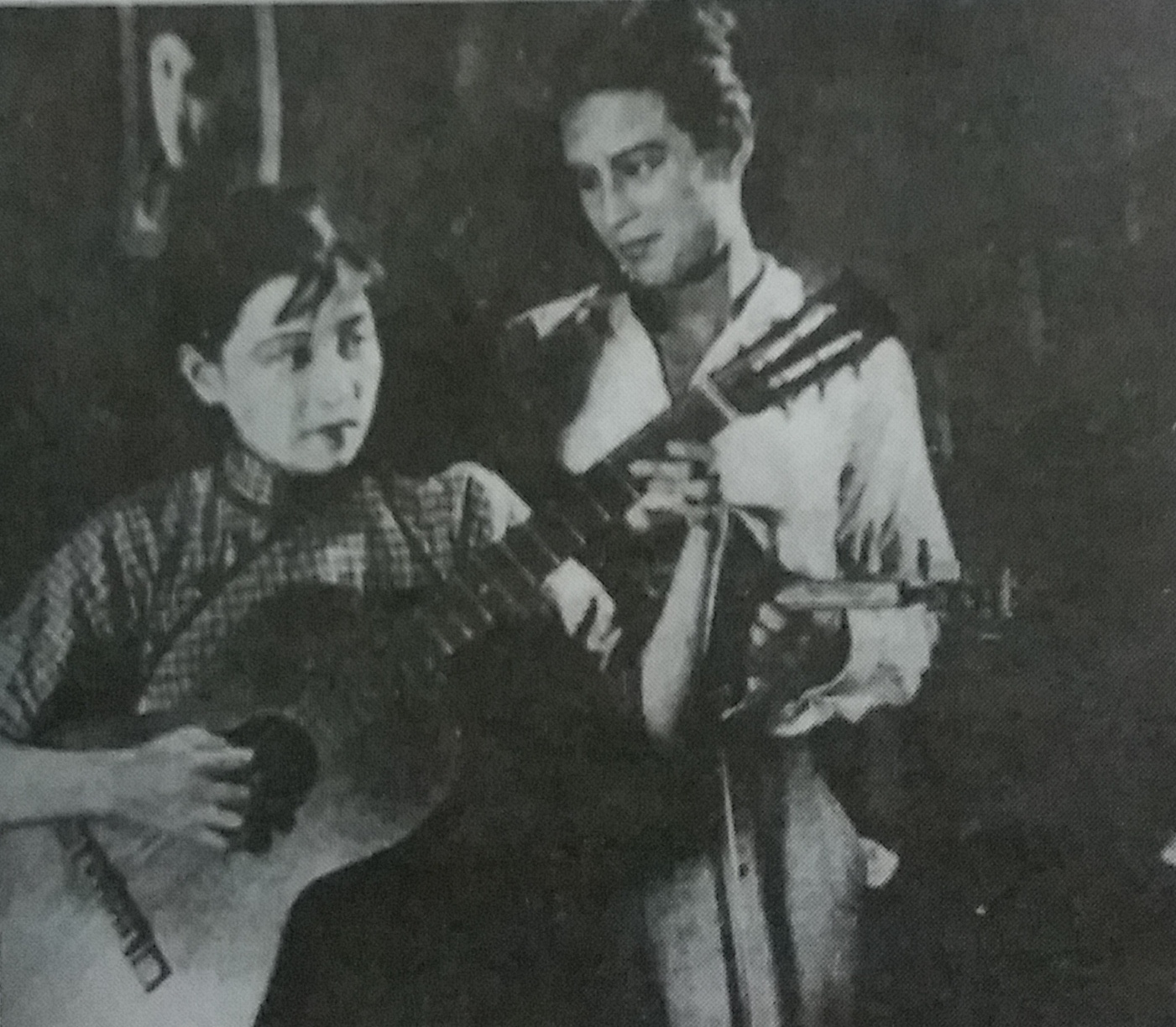
《野草闲花》剧照

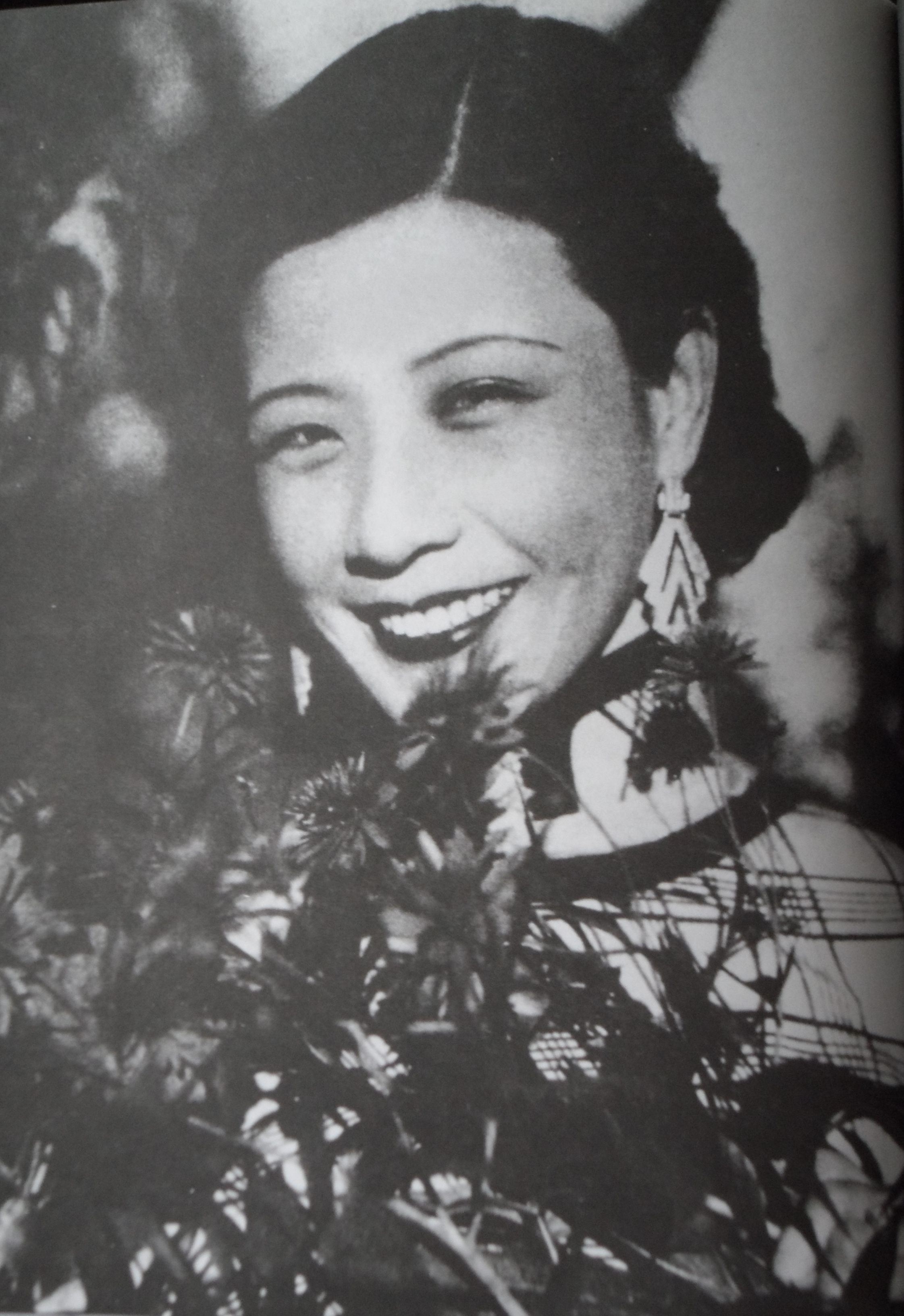
中国1930年代女影星阮玲玉

由於早年電影拷貝使用易燃的硝基膠片拍攝，十分容易損毀，加上經歷戰亂時期，阮玲玉主演的電影僅有《戀愛與義務》、《桃花泣血記》、《小玩意》、《再會吧，上海》、《神女》、《新女性》、《一翦梅》、《归来》、《国风》9部至今仍存拷貝。其中原以為已散佚的《戀愛與義務》在1990年代於烏拉圭尋回。

阮玲玉主演的電影作品如下：
- 1927年 《掛名夫妻》
- 1927年 《楊小真》（又名《北京楊貴妃》）
- 1927年 《血淚碑》
- 1928年 《蔡狀元建造洛陽橋》
- 1928年 《白雲塔》
- 1929年 《珍珠冠》
- 1929年 《情欲寶鑑》
- 1929年 《劫後孤鴻》
- 1929年 《大破九龍山》
- 1929年 《火燒九龍山》
- 1929年 《銀幕之花》
- 1929年 《婦人心》
- 1930年 《故都春夢》
- 1930年 《自殺合同》
- 1930年 《野草閒花》
- 1931年 《戀愛與義務》
- 1931年 《一剪梅》
- 1931年 《桃花泣血記》
- 1931年 《玉堂春》
- 1932年 《續故都春夢》
- 1933年 《三個摩登女性》
- 1933年 《城市之夜》
- 1933年 《小玩意》
- 1934年 《人生》
- 1934年 《歸來》
- 1934年 《再會吧，上海》
- 1934年 《香雪海》
- 1934年 《神女》
- 1935年 《新女性》
- 1935年 《國風》

## 阮玲玉研究與傳記作品
由於阮玲玉在影壇的地位、個人歷史的傳奇性和自殺原因的疑團，在她死後陸續有學者對其生平、電影藝術表現手法作研究討論。1985年3月20日，中國電影家協會、中國電影藝術研究中心在北京召開《紀念阮玲玉逝世五十周年學術討論會》；香港大學專業進修學院亦有開辦「阮玲玉與中國電影」的短期課程。至於有關其生平的專書研究，及滲入創作成分、各種形式的傳記作品共計有10餘項。

### 生平研究

#### 專書
- 黃維鈞（1985）《阮玲玉傳》。北方婦女兒童。
- 舒琪等（1992）《阮玲玉神話》。香港，創建出版社。
- 朱劍（1997）《無冕影后：阮玲玉》。蘭州市：蘭州大學出版社。ISBN 7311011221
- 夏丏尊（1998）《阮玲玉的死》。北京：華文出版社。ISBN 7507507068
- 沈寂（1999）《一代影星阮玲玉》。上海：上海書店。ISBN 7806224459
- 戴彥（2005）《一個真實的阮玲玉》。東方出版社。ISBN 7506021536
- 刘澍（2011）《无冕影后阮玲玉》。北京：中国文史出版社。ISBN 978-7-5034-2814-2

#### 電視節目
- 《百家講壇—— 一代影星阮玲玉 （页面存档备份，存于）》。主持：淳子 中国中央电视台科学·教育频道，2005年6月2日播出。

### 小說
- 文晞 《阮玲玉》（1992） 香港：明窗 ISBN 9623574126
- 安克強 《阮玲玉：關錦鵬的電影，安克強的小說》（1992） 香港：皇冠 ISBN 9624510431

### 電影
- 粵語聲片《誰之過》 導演：沈吉誠。主演：張達民（即阮玲玉初戀男友）、譚玉蘭、劉克宣、朱普泉。香港，1937年。
- 《阮玲玉》 導演：關錦鵬。主演：張曼玉、劉嘉玲、葉童、梁家輝、秦漢、吳啟華。香港，1992年。

### 話劇
- 《玲玉香消记》。文明戲（中國話劇的前身）。上海共舞台。約1935年公演[22]。
- 《阮玲玉》。编剧：锦云。导演：林兆华、任鸣。主要演员：徐帆、濮存昕、杨立新、谭宗尧、梁冠华和岳秀清。 北京人民艺术剧院，1994年首演。
- 《阮玲玉》，編劇，錦雲。導演 ：李銘森。主演：主要演員：焦媛、盧俊豪、蘇昶、周偉強。春天實驗劇團，2002年首演。

### 戲曲
- 《阮玲玉自殺》（滬劇）。编剧：宋掌輕、石筱英（據《玲玉香消記》改編 ）。主要演员：石美英。福英社，1935年首演於國貨商場申曲場。1996年努力滬劇團曾再次整理上演；
- 《一代藝人》（粵劇），張月兒獨唱，1939年『勝利（Victor）唱片公司』出品留聲唱片。

### 電視劇
- 《阮玲玉》。監製：王心慰。主演：黃杏秀、伍衛國、王偉、曾偉權、陳彩燕。1985年10月14日首播，共20集。
- 《阮玲玉 （页面存档备份，存于） 》。編劇：趙玫、呂紅。 導演：沈悅。 主演：吳倩蓮、李宗翰、孫淳、寧靜。2005年11月首播，共30集。

## 相關
- 金焰

## 延伸閱讀
- 《论“人言可畏”》，鲁迅，《且介亭杂文二集》，《鲁迅全集》第6卷
- 《老影星‧老影片》，郭華，北京：中國電影出版社，1998。ISBN 710601351X
- 《中國電影史，1905-1949：早期中國電影的敘述與記憶》，陸弘石，北京市：文化兿術出版社，2005。ISBN 7503926384
- 《昨夜星光燦爛（上）－民國影壇的28位巨星》，張偉，秀威出版，2008

## 外部連結
- 阮玲玉在互联网电影资料库（IMDb）上的資料（英文）
- 阮玲玉在豆瓣上的资料（简体中文）